# Ompok pabo
Ompok pabo es una especie de peces de la familia Siluridae en el orden de los Siluriformes.

## Morfología
• Los machos pueden llegar alcanzar los 24 cm de longitud total.

## Distribución geográfica
Se encuentra en el Pakistán, el noreste de la India, Bangladés y Birmania.